# Хлевино
Хлевино — деревня в Чеховском районе Московской области, в составе муниципального образования сельское поселение Стремиловское (до 28 февраля 2005 года входила в состав Стремиловского сельского округа), деревня связана автобусным сообщением с райцентром и соседними населёнными пунктами.

## Население
| 2002 | 2006 | 2010 |
| ---- | ---- | ---- |
| 73   | ↘65  | ↗89  |

## География
Хлевино расположено примерно в 11 км на запад от Чехова, на левом берегу реки Лопасня, высота центра деревни над уровнем моря — 161 м. На 2016 год в Хлевино зарегистрировано 2 улицы — Береговая и Заречная и 4 садовых товарищества.

## Достопримечательности

### Храм Архангела Михаила
Каменная Архангельская церковь, с колокольней и Никольским приделом в трапезной, существовала в селе с XVIII века, сломана в середине XX века, на её месте в 2004 году поставлен поклонный крест.